# Ackbar
Admiraal Ackbar is een fictief wezen uit de Star Wars-serie, afkomstig van de planeet Mon Calamari. Hij komt voor in de animatieserie Star Wars: The Clone Wars en in episodes VI, VII en VIII. Ackbar vecht aan de kant van de Rebellenalliantie als opperbevelhebber van de sterrenvloot in zijn persoonlijke sterrenkruiser Home One, die ook fungeerde als commandocentrum na het debacle op Hoth.
Ackbar had op zijn planeet Mon Calamari al een militaire rol als kapitein. Hij had tot taak de prins van zijn volk van advies te voorzien en ook om hem te beschermen. Ten tijde van de Kloonoorlogen werd Mon Calamari bedreigd door de Confederacy of Independent Systems onder leiding van de Sith Lord Graaf Dooku.
Onder het Galactische Keizerrijk van Keizer Palpatine werd Ackbar een slaaf. Deze onderdrukking was de grootste reden om zijn militaire kwaliteiten in te zetten voor de Rebellenalliantie. Daar kreeg hij de rang van admiraal toegekend.
Het meest glorieuze moment van admiraal Ackbar was de slag om Endor tegen het Galactische Keizerrijk. Hij won de slag door een combinatie van zijn aangeboren tactische vaardigheden en de onorthodoxe manoeuvres van generaal Lando Calrissian, de ex-bestuurder van Cloud City.
Ackbars onderbemande sterrenvloot ging het gevecht aan met keizerlijke Star Destroyers maar werd verrast toen de Death Star zijn enorme vuurkracht openbaarde en een groot aantal van zijn Mon Calamari Cruisers vernietigde. Toen de schildgenerator die de Death Star beschermde vernietigd werd, slaagde Lando Calrissian erin de Death Star te vernietigen en zo de vrede te herstellen.
Ackbar gaat vervolgens in het Verzet, onder leiding van Leia Organa, wanneer de First Order als opvolger van het Galactische Keizerrijk de Nieuwe Republiek probeert te ondermijnen. Hij slaagt er met zijn team in om Starkiller Base te vernietigen. 
Terwijl de sterrenkruiser de Supremacy van de First Order de vloot van het Verzet achtervolgt, wordt de brug van de kruiser van het Verzet, de Raddus, geraakt, waardoor Ackbar sneuvelt door verstikking in de ruimte.

## Quote
Een quote van admiraal Ackbar die een hit was onder Star Wars fans was: "It's a trap!".